# جائزة بوينس آيرس الكبرى 1950
جائزة بوينس آيرس الكبرى 1950 هو سباق فورمولا 1 أقيم بتاريخ 8 يناير 1950 في باليرمو.